# Алеево (Московская область)
Алеево — деревня в Ступинском районе Московской области в составе Городского поселения Ступино (до 2006 года входила в Ситне-Щелкановский сельский округ). На 2016 год в Алеево 3 улицы и 3 садовых товарищества. Деревня связана автобусным сообщением со Ступино и соседними населёнными пунктами.

## Население
| 2002 | 2006 | 2010 |
| ---- | ---- | ---- |
| 62   | ↘52  | ↗54  |

Алеево расположено в южной части района, на Старом Каширском шоссе, фактически примыкая с севера к Ступино, на безымянном ручье бассейна реки Ситня, высота центра деревни над уровнем моря — 166 м. Ближайший населённый пункт Тишково — в 0,5 км на северо-восток.